# Rik Elissen
Rik Elissen (Beek, 6 februari 1997) is een voormalige Nederlandse handbalspeler.

## Biografie
Elissen doorliep zijn jeugdopleiding bij BFC, waarna hij vertrok naar Limburg Lions. Na 2 seizoenen bij Limburg Lions vertrok hij naar Bevo HC. In 2017 keerde hij weer terug naar BFC. In 2022 stopte Elissen met tophandbal.
Tevens was hij jeugdinternational. Hij maakte deel uit van Jong Oranje dat zich begin 2015 plaatste voor het WK in Brazilië.